# Leszek Bonar
Leszek Bonar (ur. 21 marca 1958 w Kielcach) – polski dziennikarz i komentator.

## Życiorys
Leszek Bonar pochodzi z Kielc, gdzie ukończył naukę w klasie skrzypiec w średniej szkole muzycznej i w 1977 zdał maturę. W Kielcach również pracował jako redaktor i dziennikarz w radiu, w którym zajmował się muzyką ludową. Od 1978 studiował na Wydziale Kompozycji i Teorii Muzyki Akademii Muzycznej. Studia ukończył w 1983. W 1984 rozpoczął pracę w Oddziale terenowym w Łodzi Telewizji Polskiej, gdzie pełni funkcję redaktora muzycznego w dziale artystycznym Łódzkiego Ośrodka Telewizji Polskiej. Jest wykładowcą dziennikarstwa telewizyjnego w Państwowej Wyższej Szkole Filmowej, Telewizyjnej i Teatralnej im. Leona Schillera w Łodzi, redaktorem i wydawcą „Magazynu kulturalnego” oraz autorem programów: „Teatr Wielki zza kulis”, „Akademia Muzyki” „Przystanek Filharmonia”, „Nasze wspólne ćwierćwiecze”, „Salonowe potyczki” (wraz z Ryszardem Czubaczyńskim), „Salon muzyczny”, „Życie muzyczne”, „Magazyn nowości płytowych”, „Co słychać (Co nowego)” (wraz z Jerzym Woźniakiem) współtworzy program „Autofan”, a także jest autorem reportaży obejmujących podróże Teatru Wielkiego w Łodzi, Teatru Muzycznego w Łodzi i Filharmonii Łódzkiej, stanowiących relacje z Polski i zagranicy w tym: Meksyku, Argentyny, USA, Izraela, Egiptu, Portugalii, Afryki i Indonezji oraz recitali polskich muzyków.

### Życie prywatne
Żoną Leszka Bonara jest Jolanta Bonar, doktor habilitowana, wykładowca na Wydziale Nauk o Wychowaniu Uniwersytetu Łódzkiego.

## Odznaczenia
- Odznaka honorowa „Zasłużony dla Kultury Polskiej”[9] (2007)[4]
- Odznaka „Za Zasługi dla Miasta Łodzi” (2016)[9]